# بيل ماركهام
بيل ماركهام هو سياسي أمريكي، ولد في 9 أكتوبر 1922 في شيهاليس في الولايات المتحدة. نشط حزبياً في الحزب الجمهوري. وقد انتخب عضو مجلس نواب أوريغون ‏.